# Félix (general)
Flavio Félix (?-† 429; Flavius Felix en latín) magister militum (comandante en jefe) del Imperio romano de Occidente entre los años 425 y 430.

## Biografía
Nada se sabe del carácter y capacidad de Félix. Elegido magister militum por la emperatriz regente de Occidente, Gala Placidia, la madre de Valentiniano III, durante los cuatro años que duró su mandato al parecer no abandonó Italia. Esta falta de protagonismo en la lucha contra los germanos, que invadían el Imperio en Occidente, explica el gran desconocimiento sobre Félix, ya que fueron dos oficiales subordinados suyos los que pasaron a la Historia como protagonistas en la lucha contra los bárbaros: Bonifacio y Aecio.
Fue Aecio, magister equitum del Imperio Occidental gracias a su personal séquito de guerreros hunos, quien en el 429 presionó a Gala Placidia para deponer a Félix y ponerle a él mismo en su lugar como jefe militar preeminente de Occidente. A pesar de la aversión de Gala Placidia por Aecio, quien había participado anteriormente en la usurpación de Juan, el poder que le daban sus aliados hunos no dejó alternativa a la emperatriz.
Félix fue ejecutado en el 430, probablemente acusado por Aecio de traición.